# Гидравлическая добыча

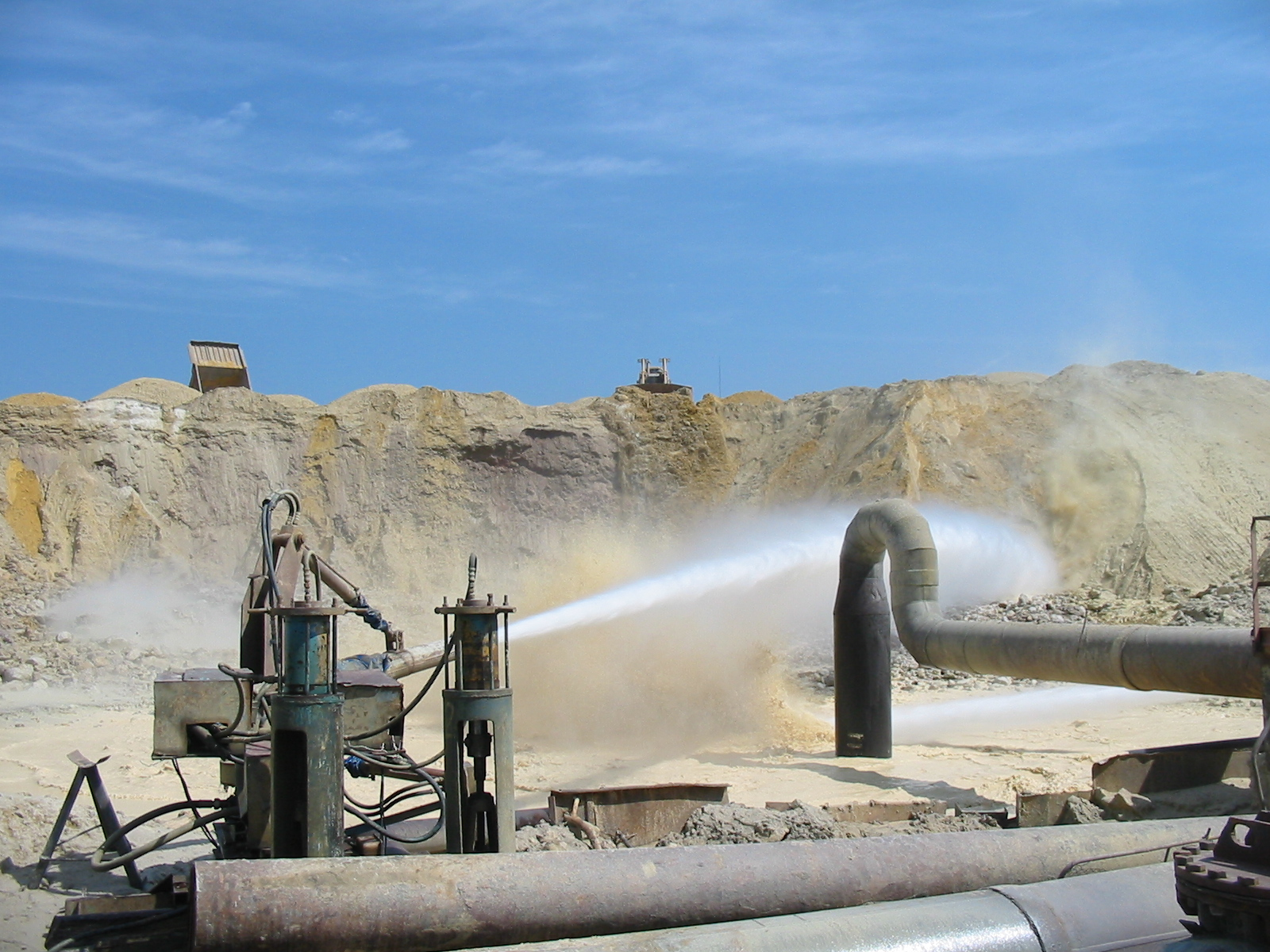
Работа монитора при гидравлической добыче.

Гидравлическая добыча — метод добычи полезных ископаемых, в котором для вытеснения или перемещения полезной породы используются струи воды под высоким давлением. Является широко распространенным методом добычи, который в различных формах используется по всему миру. Так как гидравлическая добыча приводит к значительному ущербу окружающей среде в виде усиления наводнений, эрозии и блокирования водных путей, то её использование подвергается правовому регулированию. 
Первоначально, гидравлическая добыча возникла на основе древнеримских методов, в которых для добычи мягких подземных отложений использовалась вода. Его современная форма, в которой используются струи воды под давлением, создаваемые форсункой лафетного брандсбойта, называемой «монитором», возникла в 1850-х годах во время Калифорнийской золотой лихорадки в США.
При гидравлической добыче россыпного золота или олова образующуюся водно-осадочную суспензию направляют через шлюзовые коробки для их выделения в осадок на дне лотка. Метод также используется при добыче каолина и угля.